# Boto (Bancak)
Boto is een bestuurslaag in het regentschap Semarang van de provincie Midden-Java, Indonesië. Boto telt 2357 inwoners (volkstelling 2010).